# Kaylani Lei
Kaylani Lei (Singapore, 5 agosto 1980) è un'attrice pornografica filippina naturalizzata statunitense.

## Biografia e carriera pornografica
Nata a Singapore da genitori filippini, si trasferì in giovane età negli Stati Uniti dove ha lavorato come ballerina in un club a Las Vegas. Successivamente, è stata contattata da diversi agenti per fare la modella erotica e nel 2002 ha firmato un contratto con la Wicked Pictures.
Al di fuori della sua attività di attrice, ha partecipato alla trasmissione radiofonica KSEX, dove era ospite del "Me So Horny With Keylani Lei". Ha posato per la rivista Hustler nel 2003, fu anche la copertina della rivista francese Hot Vidéo nel 2006. Nel 2001 è stata inserita dalla rivista Complex l'ha classificata 24ª tra le 50 più famose pornostar asiatiche.
Nominata diverse volte agli AVN Award e agli XRCO Award, ha vinto 3 premi e, nel 2015, è stata inserita nella AVN Hall of Fame. Ha diversi tatuaggi: un ampio disegno sulla schiena con fiori viola e dei tribali polinesiani, uno sul braccio destro.
Secondo l'Internet Movie Database, nella sua attività senza soste dal 2002 al 2020, ha recitato in circa 370 scene.

## Riconoscimenti
- AVN Awards
  - 2010 – Best Group Sex Scene (film) per 2040 con Jessica Drake, Alektra Blue, Mikayla Mendez, Kristen Price, Tory Lane, Jayden James, Kayla Carrera, Randy Spears, Brad Armstrong, Rocco Reed, Marcus London, Mick Blue e T.J. Cummings[9]
  - 2015: AVN Hall Of Fame - Video Branch[10]
- XRCO Awards
  - 2008 – Best Cumback[11]

Altri premi
- 2008 – Night Moves Adult Entertainment Award – Best Female Performer (Editors)[12]

### Nomination
- 2004 – AVN Award nominée, Best Oral Sex Scene in Eye of the Beholder
- 2004 – AVN Award nominée, Best Actress in Sweatshop
- 2004 – AVN Award nominée, Best Actress in Beautiful
- 2004 – AVN Award nominée, Best New Starlet
- 2007 – AVN Award nominée, Best Supporting Actress – Video for: Curse Eternal (2006)
- 2007 – AVN Award nominée, Best Three-Way Sex Scene for: Curse Eternal (2006) (con: Jessica Drake, Eric Masterson)

## Filmografia
- Asian Fever 11 (2002)
- Asian Street Hookers 30 (2002)
- Babes Illustrated 12 (2002)
- Barely 18 1 (2002)
- Barely Legal 31 (2002)
- Biggest Black Girth on Earth 4 (2002)
- Blue Jean Blondes 5 (2002)
- Easy Cheeks (2002)
- Hot Showers 7 (2002)
- Joey Silvera's New Girls 2 (2002)
- Naughty College School Girls 27 (2002)
- Real Sex Magazine 54 (2002)
- Riptide (2002)
- Ron Jeremy on the Loose: Viva Ron Vegas (2002)
- She's Finally Legal 3 (2002)
- Specs Appeal 9 (2002)
- Teen Dreams 1 (2002)
- Teen Tryouts Audition 19 (2002)
- Young and Cumming (2002)
- Young Sluts, Inc. 9 (2002)
- 2 Freaky 4 U 2 (2003)
- Angel X (2003)
- Asian Hoze (2003)
- Assignment (2003)
- Beautiful (2003)
- Biggz and the Beauties 1 (2003)
- Blue Rain (2003)
- Boss Bitchen Brunettes (2003)
- Buffy Malibu's Nasty Girls 29 (2003)
- Couples (2003)
- Cum Dumpsters 3 (2003)
- Deep Throat This 10 (2003)
- Eighteen (2003)
- Extreme Behavior 2 (2003)
- Fresh First Time Teens 7 (2003)
- Get In Where You Fit In 1 (2003)
- Happy Ending (2003)
- Island Girls (2003)
- JKP Hardcore 1 (2003)
- Kink (2003)
- Love Stories (2003)
- Mandingo 4 (2003)
- Me Luv U Long Time 2 (2003)
- North Pole 38 (2003)
- Passion (2003)
- Pink Pussy Cats 2 (2003)
- Pussy Foot'n 4 (2003)
- Rawhide 1 (2003)
- Search and Destroy 2 (2003)
- Space Nuts (2003)
- Taped College Confessions 17 (2003)
- Teen Dreams 3 (2003)
- Trouble X 2 (2003)
- Tyler Loves Boys (2003)
- Up and Cummers 112 (2003)
- Virgin Sacrifice (2003)
- Whore (2003)
- Wicked Auditions 2 (2003)
- Wicked Sex Party 5 (2003)
- Adult Video News Awards 2004 (2004)
- Award Winning Sex Scenes (2004)
- Barely Legal All Stars 3 (2004)
- Cargo (2004)
- Delilah (2004)
- Eye of the Beholder (2004)
- Fortune Cookies 1 (2004)
- Groupie Love (2004)
- JKP All Asian 2 (2004)
- JKP All Asian 3 (2004)
- Killer Sex and Suicide Blondes (2004)
- KSEX Games 2004 (2004)
- Mood Ring (2004)
- One Night In Vegas (2004)
- Please Cum Inside Me 17 (2004)
- Porking With Pride 1 (2004)
- Ripe 6 (new) (2004)
- Rub The Muff 9 (2004)
- Sweatshop (2004)
- Take That Deep Throat This 1 (2004)
- Ty Endicott's Smokin' POV 1 (2004)
- Valley 911 (2004)
- Wicked Divas: Julia Ann (2004)
- 100% Blowjobs 34 (2005)
- Beautiful / Nasty 3 (2005)
- Between The Sheets (2005)
- Bigger the Better 1 (2005)
- Curse Eternal (2005)
- Erotik (2005)
- Girly Girlz 2 (2005)
- Harlequin (2005)
- Intrigue (2005)
- Lettin' Her Fingers Do The Walking (2005)
- Naughty Bits (2005)
- Perfect Life (2005)
- Porn Star Station 2 (2005)
- Shameless (2005)
- White on Rice (2005)
- Wicked Sex Party 7 (2005)
- China Vagina (2006)
- Missionary Impossible (2006)
- She's Got It 2 (2006)
- Addicted to Asians 1 (2007)
- Candelabra (2007)
- Delilah (2007)
- Double Exposure (2007)
- I Love Asians 5 (2007)
- Kaylani Unleashed (2007)
- Monster Meat 3 (2007)
- Next (2007)
- Operation: Desert Stormy (2007)
- Porn Valley (2007)
- Accidental Hooker (2008)
- Almost Perfect (2008)
- Bad Girls (2008)
- Carpool (2008)
- Deceived (2008)
- Fame (2008)
- Gallop on His Pole (2008)
- Last Call (2008)
- Oracle (2008)
- Rise (2008)
- Se7en Deadly Sins (2008)
- Wicked (2008)
- 2040 (2009)
- Dinner at Frankie's (2009)
- Forever Is The Night (2009)
- Fuck Face (II) (2009)
- Gifted (2009)
- Girl Meets Boy (2009)
- House of Wicked (2009)
- Hush (2009)
- Kaylani Lei's Fornic-Asian (2009)
- Lifestyle (2009)
- Mobster's Ball 2 (2009)
- Never Say Never (2009)
- Spin the Bottle (2009)
- Stranger (2009)
- Whack Job (2009)
- Writer's Bullpen (2009)
- 4Some (2010)
- Bangover (2010)
- Chatroom (2010)
- Fairy Tale (2010)
- Girl Trouble (2010)
- Honeymoon (2010)
- Lolita (2010)
- Looking for Mr. Right Now (2010)
- Mad Love (2010)
- Maid to Order (2010)
- Sex Lies and Spies (2010)
- Sex Therapy (2010)
- Speed (2010)
- Bad Teachers Uncovered (2011)
- Blind Date (2011)
- Eternal (2011)
- Friends with Benefits (II) (2011)
- Horizon (2011)
- In Your Dreams (2011)
- Life of Riley (2011)
- My Personal Masseuse (2011)
- Next Friday Night (2011)
- Party Girls (II) (2011)
- Perfect Getaway (2011)
- Prize (2011)
- Rocki Whore Picture Show: A Hardcore Parody (2011)
- Sexy (2011)
- Wicked Digital Magazine 4 (2011)
- XXX Avengers (2011)
- Young at Heart (2011)
- 3 Day Rule (2012)
- Asian Anal Assassins (2012)
- Babe Buffet: All You Can Eat (2012)
- BFFs (2012)
- Countdown (2012)
- Co-Workers Gone Bad (2012)
- I Love a Man in Uniform (2012)
- Kitty Klub (2012)
- LA Lesbians (2012)
- Men in Black: A Hardcore Parody (2012)
- Panty Thieves (2012)
- Sexpionage (2012)
- She's The One (2012)
- Snatched (2012)
- Tuna Helper (2012)
- My Sister Likes Cream Pies 2 (2013)